# Bossiaea linophylla
Bossiaea linophylla är en ärtväxtart som beskrevs av Robert Brown. Bossiaea linophylla ingår i släktet Bossiaea och familjen ärtväxter. Inga underarter finns listade i Catalogue of Life.